# Họ Bóng nước
Họ Bóng nước hay họ Phượng tiên hoa (danh pháp khoa học: Balsaminaceae, đồng nghĩa: Impatientaceae) là một họ trong thực vật hai lá mầm, bao gồm khoảng 2 chi với khoảng 1.000 loài, trong đó gần như tất cả thuộc về chi Bóng nước (Impatiens). Các loài trong họ này có thể là cây một năm hay cây lâu năm, chủ yếu là cây thân thảo với lá mọc vòng, có khía răng cưa. Hoa đối xứng đơn mạnh và gần như có cựa trên các lá đài hướng trục.Quả là loại quả nang nẻ ra khi chín. Chúng được tìm thấy trong cả khu vực ôn đới và nhiệt đới, bao gồm Bắc Mỹ, châu Á, châu Âu và châu Phi nhưng gần như không thấy có tại Nam Mỹ và Australia.
Các thành viên đáng chú ý trong họ này là các loài bóng nước.

## Các chi
- Hydrocera
- Impatiens (bao gồm cả các chi với tên gọi cũ là Impatientella, Semeiocardium)

## Hình ảnh

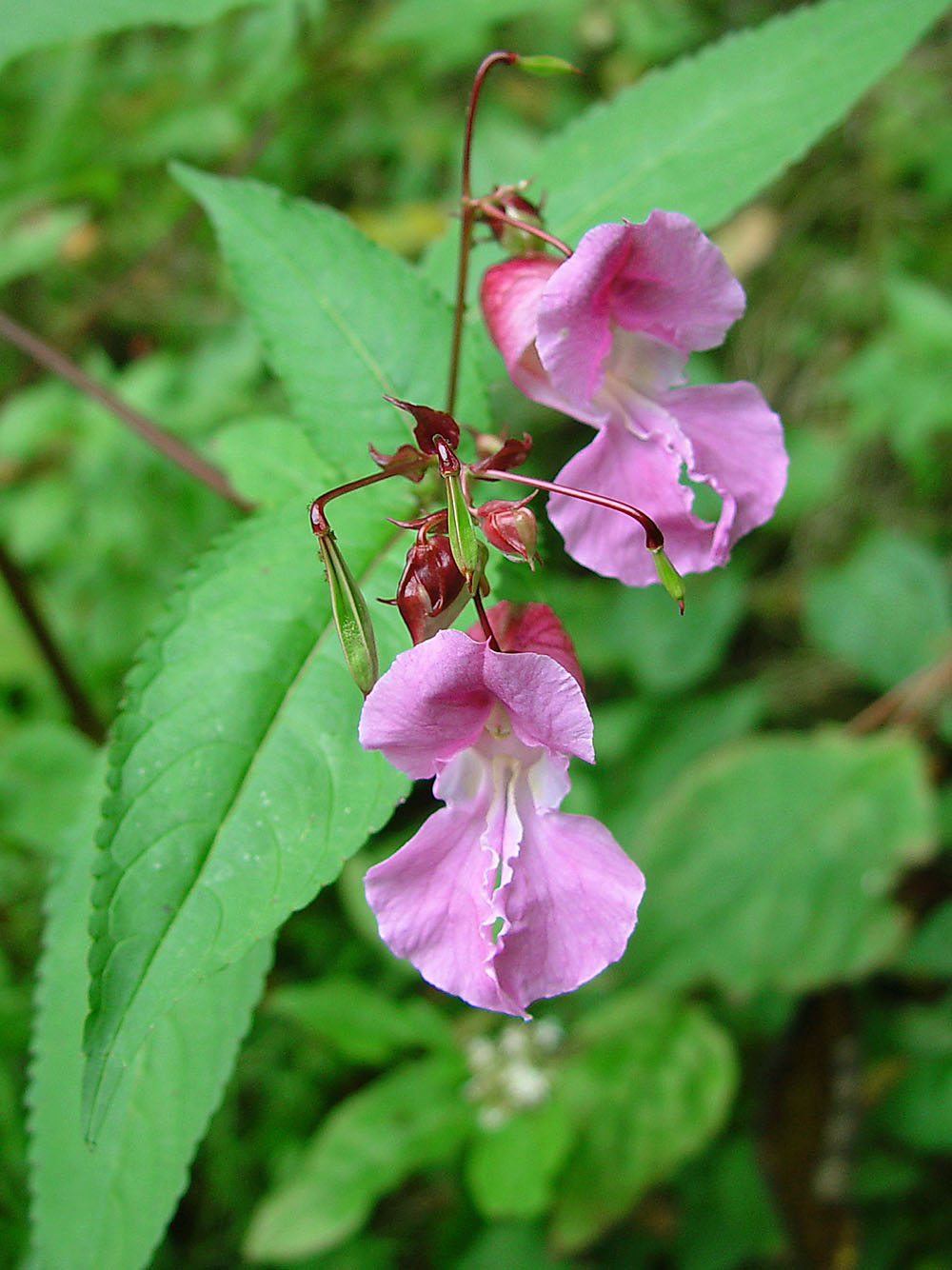
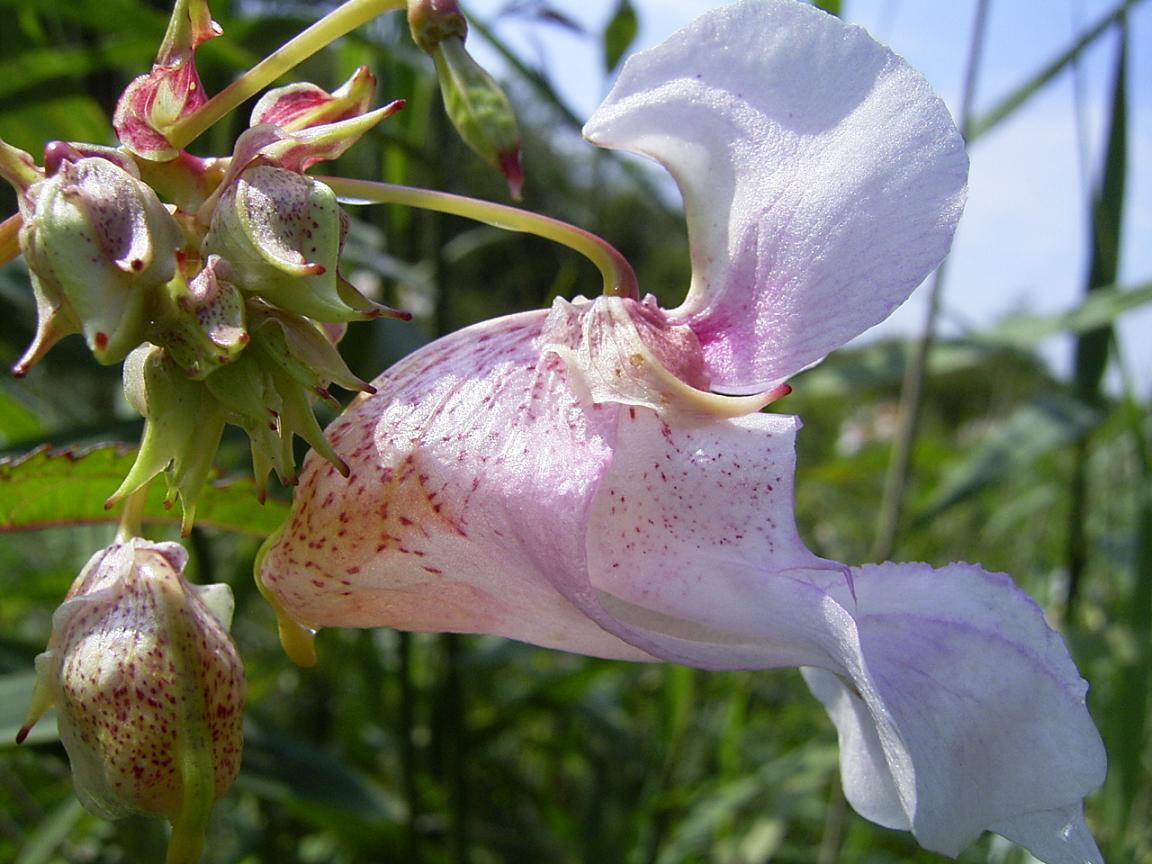
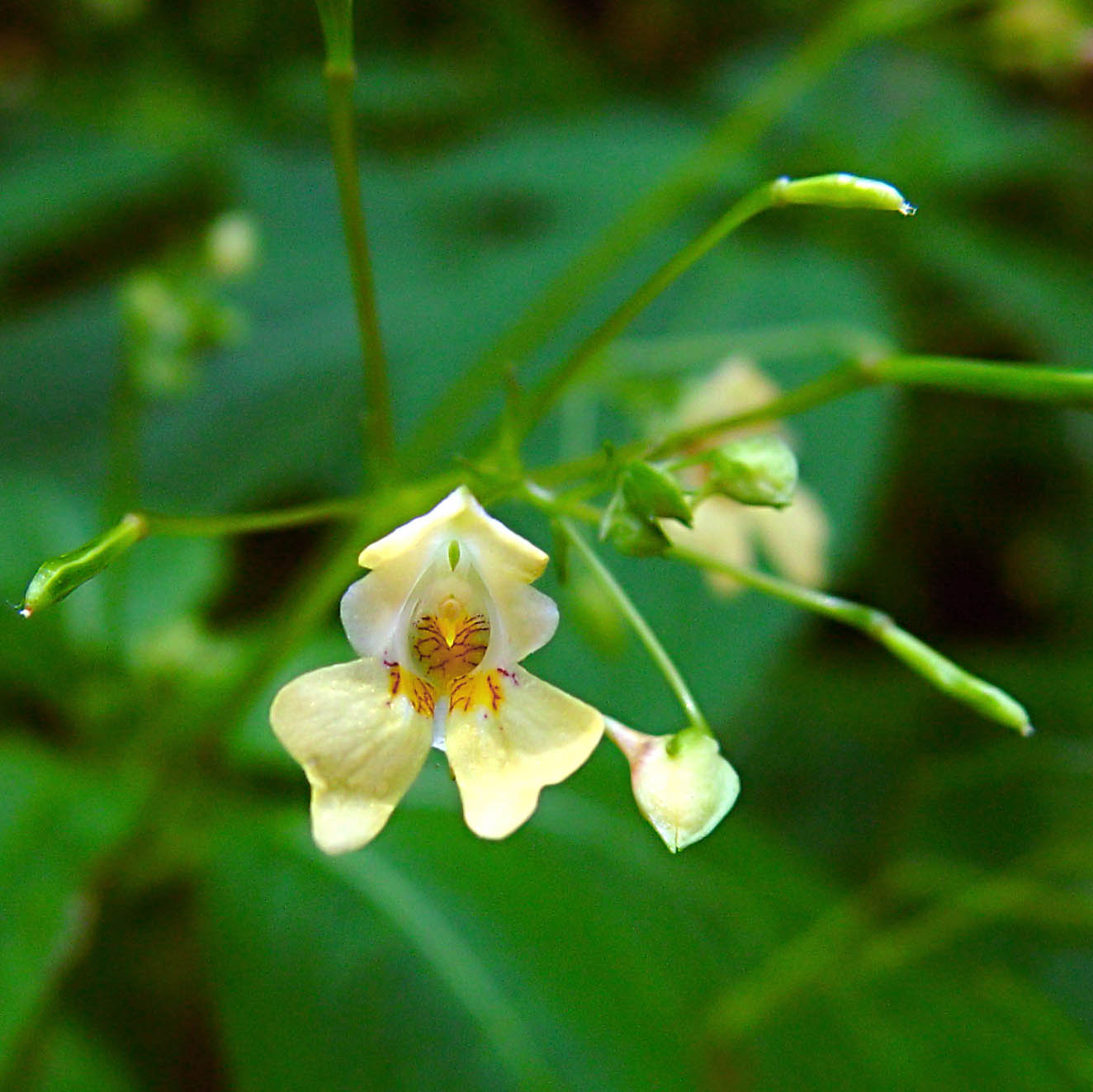
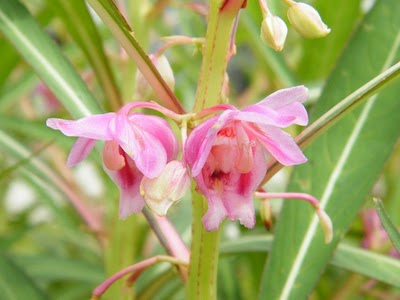